# Boot manager
O Boot Manager (gerenciador de boot ou gerenciador de arranque) em computação, é um programa que gerencia as partições que serão inicializadas em um sistema computacional.
As versões atuais deste programa são instaladas no Setor de Boot Mestre (MBR - Master Boot Record) do disco rígido, fazendo com que um menu interativo seja apresentado toda a vez em que você inicializa o micro, perguntando ao usuário que partição ele deseja para boot. Se você tiver sistemas operacionais diferentes instalados em partições separadas, você conseqüentemente escolherá qual sistema operacional o micro carregará em memória.
Um dos boot managers mais populares na atualidade é o GNU GRUB, do projeto GNU, bastante usado no Linux e em alguns outros sistemas operacionais. O LILO também é bastante usado no Linux.
Se o gerenciador de boot estiver ausente, o sistema operacional não iniciará e o computador irá exibir a mensaguem "bootMGR is missing".